# Трикарбид дипразеодима
Трикарбид дипразеодима — бинарное неорганическое соединение 
празеодима и углерода
с формулой Pr2C3,
кристаллы.

## Получение
- Нагревание празеодима с углеродом в электрической печи:

{\displaystyle {\mathsf {2Pr+3C\ {\xrightarrow {1545^{o}C}}\ Pr_{2}C_{3}}}}

## Физические свойства
Трикарбид дипразеодима образует кристаллы 
кубической сингонии,
пространственная группа I 43d,
параметры ячейки a = 0,86078 нм,
структура типа трикарбида диплутония Pu2C3
.
Соединение образуется по перитектической реакции при температуре 1545°С
и имеет область гомогенности 55÷60 ат.% углерода.
При температуре 8 К переходит в антиферромагнитное состояние.